# Nestor Amarilla
Néstor Salvador Amarilla Acosta, född 24 juli 1980 utanför Coronel Oviedo, är en paraguayansk dramatiker, skådespelare och regissör.

## Tidigt liv
Nestor Amarilla växte upp under enkla förhållanden utan rinnande vatten, elektricitet eller TV. Fadern var motståndare till Alfredo Stroessner. När han var tretton år gammal skapade han en tidning tillsammans med en volontärarbetare från Fredskåren. Han fick ett stipendium för att studera i USA och flyttade till Minnesota som 17-åring.

## Pjäser
- "Rosa Americana" (2004) Theater Underground (EU)
- "Vestido Roto" (2005) Teatro de las Americas (Paraguay)
- "Ripped Dress" (2005) Theater Underground (EU)
- "La Pruebera" (2005) Theater Underground (EU)
- "Saved By A Poem" (2006) Teatro del Pueblo (EU)
- "Born in Irak" (2006) Mixed Blood Theater (EU)
- "Fecha Feliz" (2009) Teatro Latino y Teatro Municipal (Paraguay)
- "Che, Che K-nal" (2009) Teatro Latino (Paraguay)

## Böcker
- "Saved By A Poem: Fecha Feliz"